# 296

296(이백구십육)은 295보다 크고 297보다 작은 자연수다.

## 수학
- 합성수로, 그 약수는 1, 2, 4, 8, 37, 74, 148, 296이다. 진약수의 합은 274이므로, 296은 부족수다.
- 자릿수 제곱합이 제곱수인 34번째 자연수다. 이 성질을 지닌 앞의 수는 269, 다음 수는 300이다. (OEIS의 수열 A175396)
  - {\displaystyle 2^{2}+9^{2}+6^{2}=4+81+36=121=11^{2}}
- {\displaystyle 296=10^{2}+14^{2}}
  - 서로 다른 두 자연수의 제곱합으로 나타낼 수 있는 수다.
- {\displaystyle 73^{2}-1}은 296으로 나누어떨어진다.

## 과학
- NGC 296(영어판): 물고기자리 방향에 있는 나선은하.

## 교통
- 일본 296번 국도(일본어판): 지바현 소사시에서 후나바시시까지 이어지는 일본의 국도.
- 현도 제296호선

## 문화유산
- 대한민국의 국보 제296호: 칠장사오불회괘불탱
- 대한민국의 보물 제296호: 김천 청암사 수도암 석조보살좌상
- 대한민국의 사적 제296호: 서울 관상감 관천대 (해제)[a]

## 방송
- 지니 TV의 미국 과학 채널인 디스커버리 사이언스 채널 번호.
- B tv의 BBS 불교방송 채널 번호.

## 기타
- 연도: 296년, 기원전 296년